# Тюгеевское сельское поселение
Тюгеевское се́льское поселе́ние — муниципальное образование в Заинском районе Татарстана Российской Федерации.
Административный центр — село Тюгеевка.

## История
Статус и границы сельского поселения установлены Законом Республики Татарстан от 31 января 2005 года № 23-ЗРТ «Об установлении границ территорий и статусе муниципального образования "Заинский муниципальный район" и муниципальных образований в его составе».

## Население
| 2010 | 2011 | 2012 | 2013 | 2014 | 2015 | 2016 |
| ---- | ---- | ---- | ---- | ---- | ---- | ---- |
| 473  | →473 | ↘461 | ↘458 | ↘442 | ↗449 | ↘437 |
| 2017 | 2018 |      |      |      |      |      |
| ↘434 | ↘427 |      |      |      |      |      |

## Состав сельского поселения
| № | Населённый пункт | Тип населённого пункта       | Население |
| - | ---------------- | ---------------------------- | --------- |
| 1 | Алексеевка       | село                         |           |
| 2 | Большой Батрас   | деревня                      |           |
| 3 | Новая Деревня    | деревня                      |           |
| 4 | Тюгеевка         | село, административный центр |           |
| 5 | Холодный Ключ    | деревня                      |           |